# Paccha (distrito de Chota)
Paccha é um distrito do Peru, departamento de Cajamarca, localizada na província de Chota.

## Transporte
O distrito de Paccha é servido pela seguinte rodovia:
- CA-107, que liga o distrito de Bambamarca à cidade de Pión[1][2][3]